# Frances Bay
Frances Evelyn  Bay (nascida Frances Evelyn Goffman; Mannville, 23 de janeiro de 1919 - Tarzana, 15 de setembro de 2011) foi uma atriz canadense.

## Biografia
Bay nasceu em Mannville, Alberta e cresceu em Dauphin, Manitoba. Seu irmão mais novo foi o notável sociólogo Erving Goffman. Antes da Segunda Guerra Mundial, atuou profissionalmente em Winnipeg e passou a guerra apresentando o programa da Canadian Broadcasting Corporation,"Everybody's Program", destinado a marinheiros enviados para a guerra.
Em 1934, ela se casou com o empresário Charles (Chuck) Bay e mudou-se com ele para Nova Iorque (onde estudou com Uta Hagen), Boston e Los Angeles. Charles e Frances tiveram um filho, Josh, que morreu aos 23 anos de idade.
Em 1978, aos sessenta anos, Bay fez a sua estreia oficial por trás da câmera, no filme dirigido por Goldie Hawn e Chevy Chase, Foul Play. Um ano depois, interpreta Mrs. Hamilton no especial de natal para televisão Christmastime with Mister Rogers. Entre suas outras realizações estão, The Karate Kid, Big Top Pee-wee e Twins, In the Mouth of Madness e Arachnophobia, Happy Gilmore e Bratty Babies.
Na televisão, participou interpretando pequenos papéis em vários episódios das séries Hart to Hart e The Dukes of Hazzard.
Sua primeira grande aparição televisiva foi no papel da avó da personagem "Fonzie", na série Happy Days.
Em 1983, ela também desempenhou o papel de avó da Chapeuzinho Vermelho em Faerie Tale Theatre para o canal Showtime.
Em 1986, começou a trabalhar com David Lynch atuando em filmes como Veludo Azul, Wild at Heart, Twin Peaks e Twin Peaks: Fire Walk with Me.
Mais recentemente, ela apareceu em um episódio de Charmed como uma versão mais antiga da personagem Phoebe Halliwell. Participou até o fim de sua vida do seriado The Middle.
Logo após a morte do marido em 2002, ela foi atingida por um carro em Glendale, Califórnia, e como resultado, teve parte de sua perna direita amputada, mas o incidente não a impediu de continuar na profissão de atriz.
Em 6 de setembro de 2008, graças a uma petição assinada por 10.000 pessoas, seu nome foi incluído na Calçada da Fama do Canadá. O comitê de seleção recebeu cartas de artistas como Adam Sandler, Jerry Seinfeld, David Lynch, Henry Winkler, Monty Hall e muitos outros.
Bay faleceu em 15 de setembro de 2011, de complicações de pneumonia aos 92 anos de idade.